# Nieuwe manege
De Nieuwe manege is een voormalige marechausseemanege in Leeuwarden. Het originele gebouw is gebouwd in 1856, naar een ontwerp van stadsarchitect Thomas Adrianus Romein. In 2006 is het gebouw speciaal voor het Stedelijk Gymnasium Leeuwarden gerenoveerd en aangepast. Binnen de constructie van de manege is een kasconstructie gebouwd. Hierdoor is de bijzondere dakconstructie nog steeds zichtbaar.